# Константино-Александровка
Константи́но-Алекса́ндровка (рос. Константино-Александровка, башк. Константино-Александровка) — присілок у складі Стерлітамацького району Башкортостану, Росія. Входить до складу Первомайської сільської ради.
Населення — 21 особа (2010; 19 в 2002).
Національний склад:
- українці — 37%